# Municipio de Glencoe (condado de Trego)
El municipio de Glencoe (en inglés: Glencoe Township) es un municipio ubicado en el condado de Trego en el estado estadounidense de Kansas. En el año 2010 tenía una población de 71 habitantes y una densidad poblacional de 0,76 personas por km².

## Geografía
El municipio de Glencoe se encuentra ubicado en las coordenadas 38°54′51″N 99°39′2″O / 38.91417, -99.65056. Según la Oficina del Censo de los Estados Unidos, el municipio tiene una superficie total de 93.1 km², de la cual 93,1 km² corresponden a tierra firme y (0 %) 0 km² es agua.

## Demografía
Según el censo de 2010, había 71 personas residiendo en el municipio de Glencoe. La densidad de población era de 0,76 hab./km². De los 71 habitantes, el municipio de Glencoe estaba compuesto por el 100 % blancos. Del total de la población el 0 % eran hispanos o latinos de cualquier raza.